# Mauro Urquijo
 (avril 2012).
Si vous disposez d'ouvrages ou d'articles de référence ou si vous connaissez des sites web de qualité traitant du thème abordé ici, merci de compléter l'article en donnant les références utiles à sa vérifiabilité et en les liant à la section « Notes et références ».
Mauro Urquijo né le 7 juillet 1968, est un acteur et présentateur colombien. En 1996 il a joué un rôle dans la série El Oasis aux côtés de la chanteuse Shakira[réf. nécessaire].

## Filmographie
- 1995 : Si nous laissons
- 1995 : María Soledad
- 1996 : Un autre de moi
- 1996 : El Oasis
- 1997 : La Femme dans le miroir
- 2003 : Ne donnez pas Salomé
- 2006 : La fille de Mariachi
- 2009 : Isa TK+
- 2010 : Doña Bella